# Stop the Clocks
Stop the Clocks — сборник лучших песен британской рок-группы Oasis, записанных с 1994 года по 2005 год. Альбом вышел 20 ноября 2006 года и занял второе место в британском хит-параде альбомов c тиражом 213 289 экземпляров за первую неделю. Диск занял первое место в японском хит-параде. В Америке успех был более скромным: альбом занял всего лишь 89 место. К ноябрю 2007 году альбом стал четырежды платиновым в Великобритании, став самым продаваемым диском Oasis после альбома Be Here Now 1997 года.
На сегодняшний день альбом разошёлся по всему миру тиражом более 3 миллионов экземпляров.

## Об альбоме
Песни для Stop the Clocks выбирал лично лидер группы Ноэл Галлахер. Основной костяк сборника составляют песни из альбомов Definitely Maybe (1994) и (What's the Story) Morning Glory? (1995), а также бисайды синглов того периода. Новый век представлен всего 4 песнями с довольно успешных дисков Standing on the Shoulder of Giants, Don't Believe the Truth и Heathen Chemistry.
Одновременно с альбомом Oasis выпустили документальный фильм «Lord, Don’t Slow Me Down», посвящённый последнему мировому турне группы.
В поддержку альбома Stop the Clocks в турне отправились только Ноэл Гэллахер и гитарист Гем Арчер, что стало очередным поводом для слухов о распаде группы.

## Список композиций
Диск 1
1. Rock 'n' Roll Star (с альбома Definitely Maybe 1994 года)
2. Some Might Say (с альбома (What's the Story) Morning Glory? 1995 года)
3. Talk Tonight (с сингла Some Might Say 1995 года)
4. Lyla (с альбома Don't Believe the Truth 2005 года)
5. The Importance of Being Idle (с альбома Don't Believe the Truth 2005 года)
6. Wonderwall (с альбома (What's the Story) Morning Glory? 1995 года)
7. Slide Away (с альбома Definitely Maybe 1994 года)
8. Cigarettes & Alcohol (с альбома Definitely Maybe 1994 года)
9. The Masterplan (с сингла Wonderwall 1995 года)

Диск 2
1. Live Forever (с альбома Definitely Maybe 1994 года)
2. Acquiesce (с сингла Some Might Say 1995 года)
3. Supersonic (с альбома Definitely Maybe)
4. Half The World Away (с сингла Whatever 1994 года)
5. Go Let It Out (с альбома Standing on the Shoulder of Giants 2000 года)
6. Songbird (с альбома Heathen Chemistry 2002 года)
7. Morning Glory (с альбома (What's the Story) Morning Glory? 1995 года)
8. Champagne Supernova (с альбома (What's the Story) Morning Glory? 1995 года)
9. Don’t Look Back in Anger (с альбома (What's the Story) Morning Glory? 1995 года)

## Чарты
| Страна         | Статус      | Продажи   |
| -------------- | ----------- | --------- |
| Австралия      | золото      | 35,000    |
| Ирландия       | 4 x платина | 60,000    |
| Канада         | Золото      | 50,000    |
| Япония         | Золото      | 238,516   |
| Новая Зеландия | Золото      | 7,500     |
| Великобритания | 5 x платина | 1,500,000 |